# Тамдын-оол, Сесенмаа Саятыевна
Сарыглар (Сесенмаа) Саяты (Саятыевна) Тамдын-оол (1 октября 1927 — 10 сентября 2013) — российский тувинский учитель, Герой Социалистического Труда.
Родилась 1 октября 1927 года в сумоне Хонделен Барун-Хемчикского кожууна Тувинской Народной Республики. Дочь скотовода (затем работавшего приёмщиком заготконторы), была старшей из восьми детей.
Окончила сначала начальную школу, потом (после вступления Тувы в состав СССР) — среднюю, затем заочно — педагогическое училище и педагогический институт.
С 1947 по 1997 год работала учителем, из них 22 года — завучем в начальных классах в школах г. Ак-Довурак.
10 лет руководила кожуунным методическим объединением учителей начальных классов.
Указом Президиума Верховного Совета СССР от 1 июля 1968 года присвоено звание Героя Социалистического Труда — за большие заслуги в деле обучения и коммунистического воспитания учащихся.
С 1997 года на пенсии.